# Ranstad

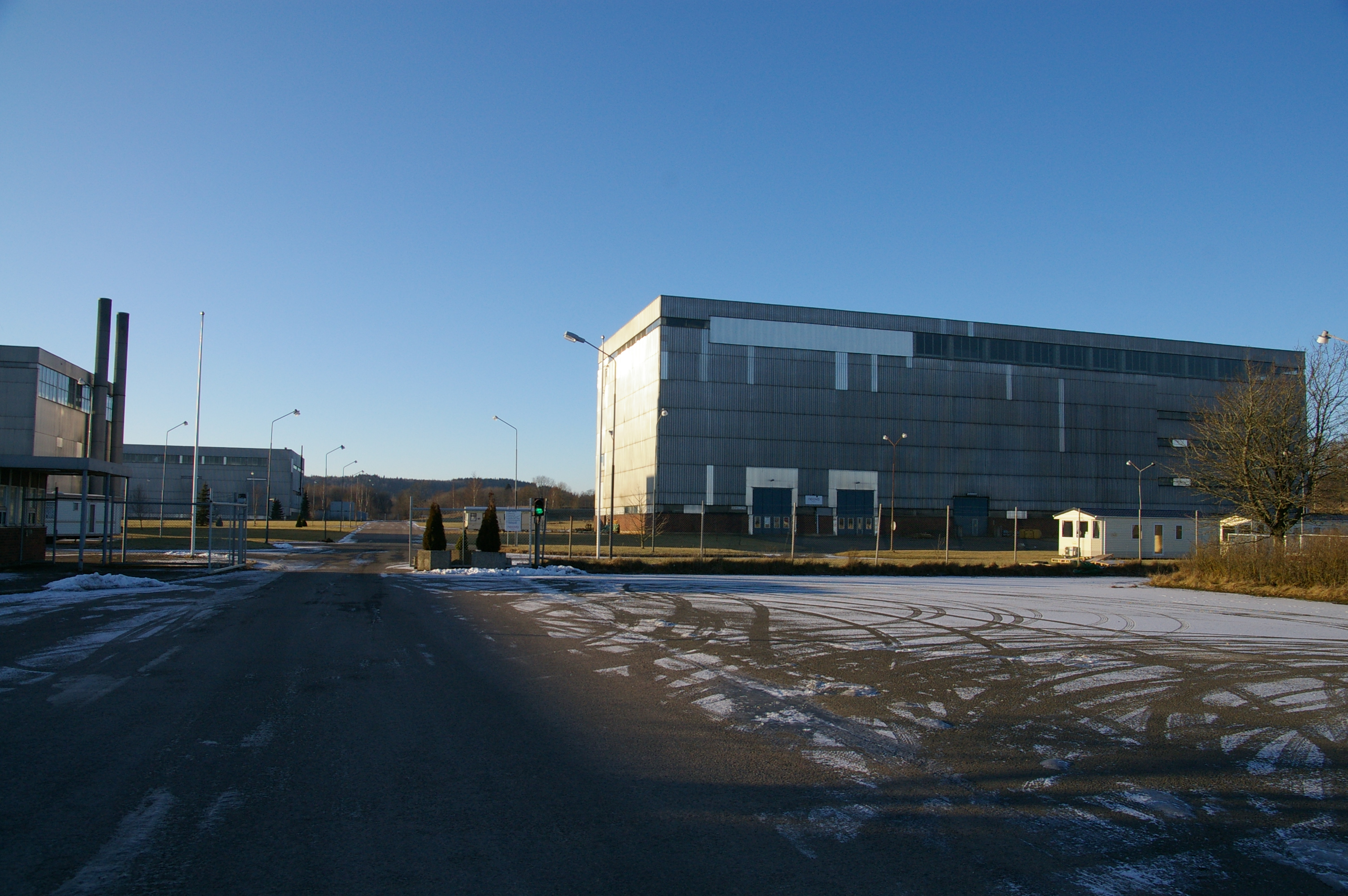
Utanför Ranstad minerals anläggning 2009.

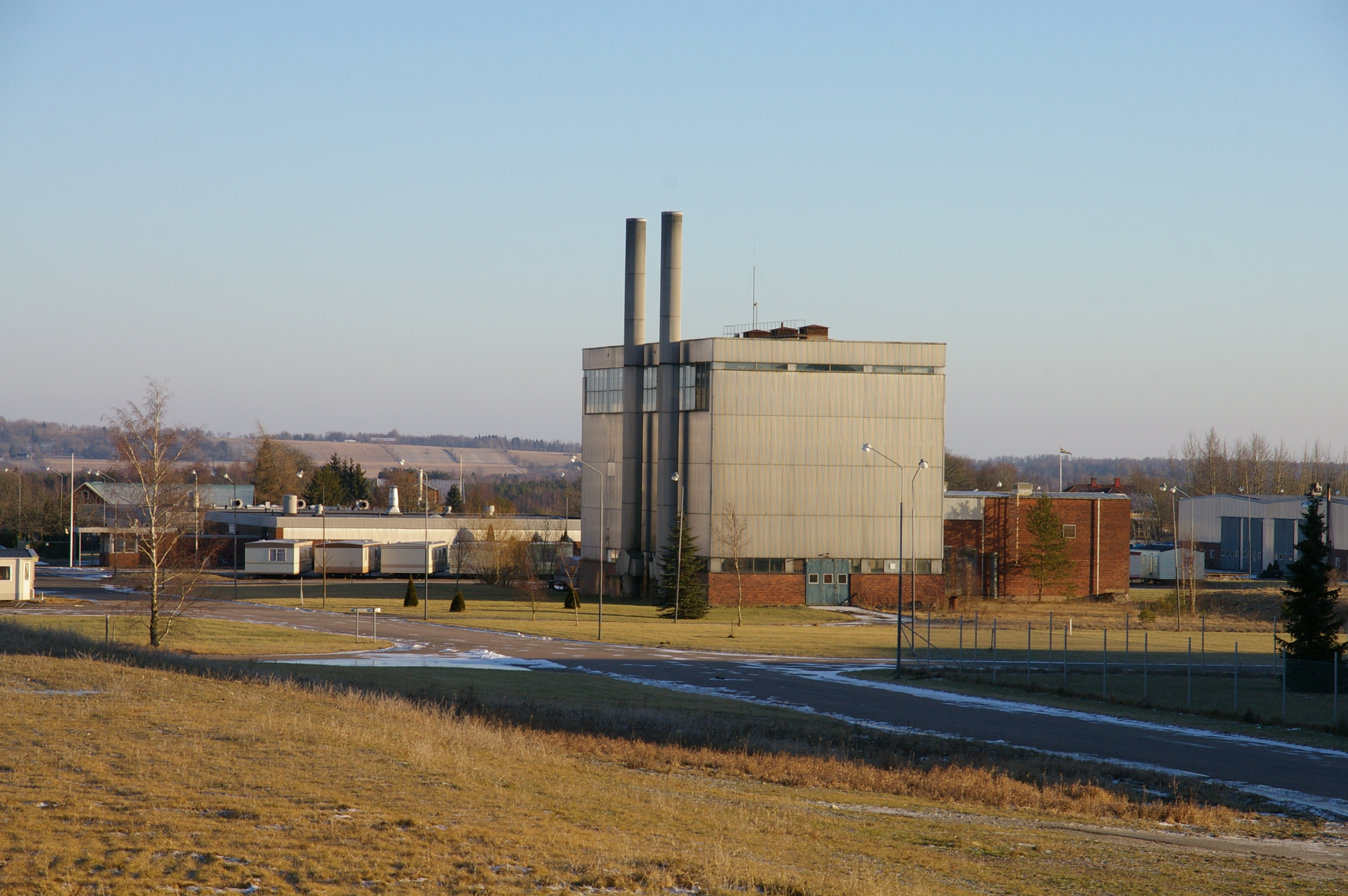
Inne på Ranstad minerals anläggning 2009.

Ranstad, eller mer korrekt Ranstadsverket, var en urangruva mellan Skövde och Falköping. Ranstadsverket är uppkallat efter den närliggande byn Ranstad i Stenstorps socken i dåvarande Stenstorps kommun, som sedan 1974 ingår i Falköpings kommun. Den nu nedlagda gruvan ligger strax söder om Sydbillingen. Brytningen skedde främst i dagbrott i Häggums socken i dåvarande Skultorps kommun, som sedan 1971 ingår i Skövde kommun. Vid Ranstadsverket utvanns mellan 1965 och 1969 uran ur alunskiffer vilken var avsedd för det svenska kärnkraftsprogrammet. Anläggningen byggdes för att Sverige skulle kunna vara självförsörjande av uran, men då priset på uran var för lågt uppnåddes aldrig lönsamhet i brytningen. Under de fyra år anläggningen var i drift fick man endast fram 215 ton uran ur ca 1 500 000 ton berg.

## Bakgrund
År 1893 konstaterades det att alunskifferlagren i Billingen innehöll uran. I början av 1900-talet började man behandla cancer med radium, en produkt av uranets sönderfallskedja. Mellan 1909 och 1915 bedrevs radiumutvinning i Billingens nordända av AB Kolm. Under andra världskriget, när det rådde akut bränslebrist i Sverige, startades oljeutvinning ur alunskiffer/oljeskiffer från Kinnekulle. Utvinningen bedrevs av det statliga företaget Svenska skifferoljeaktiebolaget.
1948 etableras det statliga företaget AB Atomenergi och börjar tillsammans med Skifferoljebolaget att undersöka uranförekomsten i alunskiffer. År 1953 utpekas Ranstadsområdet vid Billingen som lämpligt för uranutvinning i den hemligstämplade rapporten "Sveriges uranförande alunskiffrar". En provanläggning för uranutvinning drevs även i Kvarntorp i Närke på 1950-talet. Denna testverksamhet lades ner 1966 sedan man utvunnit ca 50 ton uran i oxidform.

## Politik
Sverige ville efter andra världskriget bli självförsörjande på uran. På 1950-talet utarbetades ett betänkande kallad den svenska linjen. Tanken var att Sverige skulle skaffa kärnvapen, baserat på plutoniumframställning ur en tungvattenreaktor i Marviken, som skulle laddas med svenskt uran. På grund av stora meningsskiljaktigheter inom det styrande partiet Socialdemokraterna förverkligades planerna bara delvis. I och med att Sverige skrev under icke-spridningsavtalet 1968 skrotades planerna på svenska kärnvapen och inhemsk utvinning av uran för vapenändamål.

## Ranstad mineral

### Start och drift
AB Atomenergi fick 1959 statligt anslag för uranbrytning. Utvinningen skulle ske med metoder som utvecklats i Kvarntorp några år tidigare. Det innebar att gruvan skulle drivas som dagbrott och att uranet skulle utvinnas genom att alunskiffern maldes och uranet lakades ur med svavelsyra. Urangruvan i Ranstad var driftklar 1965 och drevs av företaget Ranstad mineral. Det låga uranpriset i slutet på 1960-talet i kombination med låga urankoncentrationer gjorde anläggningen olönsam, och den drevs i reducerad skala fram till 1969 då anläggningen lades i malpåse.

### Oljekrisen
Efter oljekrisen 1973 steg uranpriset kraftigt och gruvan bedömdes kunna uppnå lönsamhet. Det statliga gruvbolaget LKAB gick in som delägare i anläggningen och lämnade 1975 in en ansökan om att få återuppta driften. Ansökan som kallades Projekt Ranstad 75 fick hård kritik från lokalbefolkningen och miljöorganisationer. Både Falköpings kommun och Skövde kommun hotade lägga in sina kommunala veton. Orsaken till det lokala missnöjet var den stora landskapsförändring som ett storskaligt dagbrott ger upphov till. LKAB omarbetade sedan sin ansökan och lämnade 1977 in en ansökan som de kallade för Mineralprojekt Ranstad. Inte heller denna föll i god jord hos lokalbefolkningen, utan fick dras tillbaka.

### Anläggningen skrotas
År 1984 upphörde koncessionen och det beslutades att naturen skulle återställas. Åren 1990–1992 återställdes dagbrottet och industriområdet rensades upp. När anrikningsverkets silo sprängdes 1991 blev detta en symbol för att Ranstadsverket gått i graven.

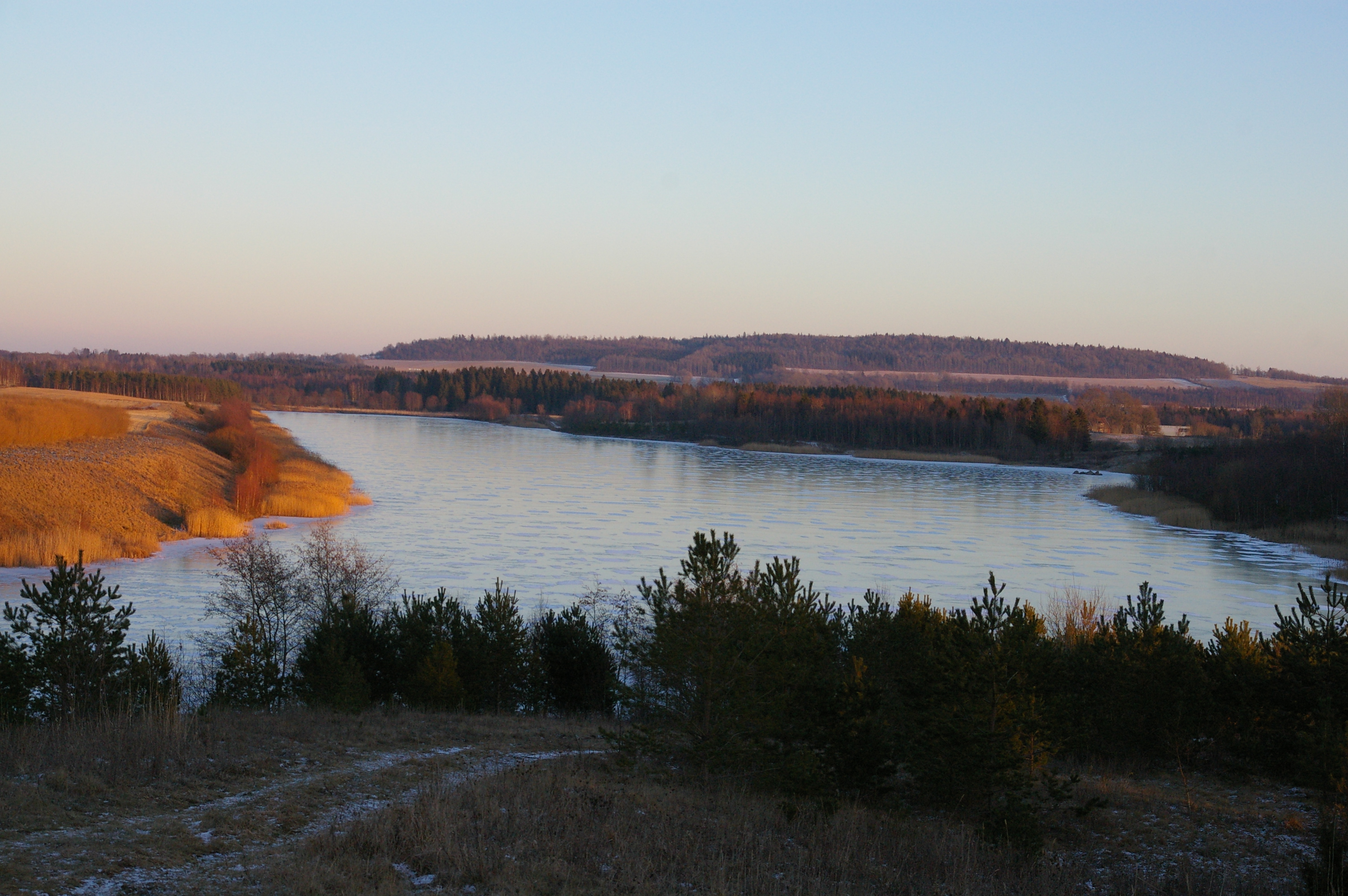
Tranebärssjön. År 1993 vattenfylldes dagbrottet i Ranstad. Dagbrottet är 2000×100 m och har ett maxdjup på 13 m. Medeldjup: 4 m. Sjövolym: 1,3 Mm³. Medelvattenföring: 36 l/s. Omsättningshastighet: 1,1 år. Bottenvattnet omsätts 2 gånger per år av vår- och höstomblandningen. På våren då det varma bottenvattnet flyter upp till ytan kan sjön bli rödaktig av järnutfällning. Detta utgör ingen hälsorisk, utan sjön är fortfarande badbar.

## Återställning

### Tranebärssjön
Utvinningen lämnade efter sig ett dagbrott i form av en 2 km lång sänka med en bredd av ca 100 m och med ett djup på 10−15 meter. Gruvavfallet (1,5 miljoner ton alunskiffer) som innehåller svavelkis och låga halter av flera tungmetaller lades på ett 25 ha stort område. Företaget SVAFO/Studsvik fick ansvaret för efterbehandlingen av gruvavfallet med länsstyrelsen som tillsynsmyndighet. Hela gruvavfallsområdet täcktes med ett 20 cm tjockt tätskikt av bentonit och med ett 180 cm tjockt täckskikt av morän. När länspumpningen avbröts så omvandlades dagbrottet till en sjö, Tranebärssjön. Sjön har inget tillflöde utan är en källsjö. Länsstyrelsen har ett kontrollprogram som ser till att miljömålen uppfylls. Första skedet i återställningsarbetet kostade ungefär 250 miljoner kronor som kärnkraftsindustrin stod för, och kostnaden för andra skedet beräknas till något liknande.

### Miljöpåverkan
Tranebärssjön har ett frånflöde, Marbäcken. Bäcken rinner ut i Pösan som via Slafsan rinner ut i Hornborgaån och Hornborgasjön. Lakvattnets miljöpåverkan har mätts kontinuerligt sedan återställningen. Tio år efter restaureringen kan man konstatera att lakvattnet inte nämnvärt höjer halterna av tungmetaller i Hornborgaån. Orsaken är att det finns tre stora kalkbrott, Uddagården, Rössberga och Tomten, som läcker lakvatten i Hornborgaån. Ranstadsverkets dagbrott står för ca 10 % av tungmetallerna i Hornborgaån. Resten kommer från gamla kalkbrott.
Tranebärssjöns vatten har undersökts och bedöms inte utgöra någon fara för boskap eller vilda djur. Regnbåge har planterats in i sjön och undersökts. Gränsvärdena för tungmetaller överskrids om man äter mer än 2 kg fisk per dag. Fisken bedöms ha ungefär lika mycket gift i sig som fisk fångad i Östersjön. Östersjöfisken har dock en annan flora med tungmetaller i sig. Östersjöfisken innehåller mycket kvicksilver, medan ranstadslax innehåller mycket krom och kadmium. Halten av tungmetaller i Marbäcken halveras vart tredje år. Länsstyrelsen bedömer att det inte behövs någon rening av lakvattnet, utan att tungmetallhalterna idag är under gränsvärdena och förväntas klinga av.

## Resursanvändning och ekonomi
Alunskiffern i området kring Ranstad innehåller 300 g/ton uran. Sveriges kärnkraftverk förbrukar motsvarande ca 1400 - 1800 ton natururan varje år. För att täcka ett års förbrukning av uran så behöver dagbrottet växa med ca 0,80 km² per år. Vissa kärnkraftsförespråkare menar att arealanvändningen är liten i förhållande till vattenkraften. Porjus kraftverk lägger 183 km² land under vatten och utvecklar en effekt på 400 MW, vilket motsvarar ett halvt kärnkraftverk. Det skulle behövas 3,5 ha alunskiffer per år från Ranstad för att driva ett kärnkraftverk med samma effekt som Porjus kraftverk.[källa behövs]
Utöver området för brytningen skapades en deponi för gruvavfallet på ca 25 ha. Det har krävts omfattande rening och åtgärder för att täcka över de giftiga resterna för att hindra skadliga ämnen att sprida sig via vattnet.
När ekonomin räknats samman efter det inledande återställningsarbetet, så visade sig att kostnaden för att uranbrytningen i Ranstad var ca 10 gånger högre än marknadspriset på uran.[källa behövs] De dåliga ekonomiska förutsättningarna berodde dels på den låga urankoncentrationen, dels på att det satsats stora resurser på att minimera påverkan på miljön.

## Ranstadsverket idag
Idag finns endast några större industribyggnader kvar på området, som 1985 omvandlades till industrihotell. Ranstad mineral finns kvar och driver kärnteknisk verksamhet i liten skala. Bolagets tillstånd gick ut vid 2009 års utgång.